# Contrat d'amour
 (décembre 2021).
Un contrat d'amour ou accord de relations consenties (consensual relationship agreement) est aux États-Unis un dispositif contractuel visant à limiter la responsabilité des employeurs en cas de relations amoureuses ou sexuelles entre employés. Un employeur peut choisir d'exiger un contrat d'amour lorsqu'une relation amoureuse au sein de l'entreprise est connue, dans l'objectif d'exonérer l'entreprise d'indemnisation en cas d'échec de la relation amoureuse des employés et de litiges postérieurs à cette rupture, principalement pour qu'une partie ne puisse pas intenter une action en justice pour harcèlement sexuel contre l'entreprise. À cette fin, le contrat d'amour stipule que la relation est consensuelle, et les deux parties à la relation doivent le signer. Le contrat d'amour peut également stipuler des règles de comportement entre partenaires à respecter sur le lieu de travail et que les membres du couple préviennent l'employeur en cas de rupture des relations.

## Contexte
La naissance de tels contrats, non codifiés par la loi, résulte de l'obligation légale pour les entreprises de lutter contre les discriminations, dans un contexte où de nombreux Américains et Américaines nouent des relations sexuelles ou amoureuses sur leur lieu de travail et où les accusations de harcèlement ont augmenté avec le développement du mouvement #MeToo  Selon une éditorialiste, ce serait la révélation de l'affaire Lewinsky qui serait à l'origine de cette pratique.

## Précautions de rédaction
Aux États-Unis, de tels contrats doivent être rédigés en gardant en mémoire les règles sur la vie privée applicables dans chaque État, qui peuvent limiter ce droit d'ingérence et de contrôle. 

## Critiques
La portée protectrice pour l'entreprise en cas de relations entre employés ayant des relations hiérarchiques est fragile, l'employé(e) en situation inférieure pouvant toujours arguer que la signature de ce contrat lui a été imposé. Mais l'existence d'un tel contrat rend plus difficile pour l'employé la preuve de l'absence de consentement. Outre le non-respect de la vie privée, la signature de tels contrats peut difficilement être envisagé comme un outil efficace pour lutter contre le harcèlement sexuel, les salariés concernés ayant tendance à ne pas souhaiter faire état publiquement de leurs relations.

## Effets
En 2009, aucun cas de jurisprudence n'avait été relevé. Par contre, le dispositif avait été abondamment moqué sur les chaînes de télévision aux heures de grande écoute.